# Qulleq (strana)
Qulleq je politická strana v Grónsku. Byla založena roku 2023 Henrikem Fleischerem a její název v grónštině znamená „Lampa na velrybí tuk“.

## Historie
Zakládání strany začalo v listopadu 2022 a bylo oznámeno v březnu 2023. Spoluzakladatelem je Henrik Fleischer, který v letech 2016 až 2021 zasedal v grónském parlamentu za Partii Naleraq a později za Siumut. Prvním předsedou se stal Karl Ingemann.
Začátkem února 2025 se straně podařilo nasbírat dostatek podpisů, aby mohla kandidovat v parlamentních volbách téhož roku. V době odevzdání volebních prohlášení strana stále pracovala na upřesnění svého programu a klíčových témat a na dokončení kandidátních listin pro parlamentní volby i pro grónské komunální volby, které se uskuteční 1. dubna 2025.
V předčasných parlamentních volbách, které proběhly 11. března 2025 strana získala 305 hlasů s podílem 1,1 %. Nezískala žádný poslanecký mandát do nového parlamentu.

## Politické postoje
Při svém založení strana vyhlásil desetibodový základní program, který zahrnuje především nezávislost Grónska, posílení grónské identity a jazyka, udržitelné využívání zdrojů a zefektivnění zahraničního obchodu, zvýšení úrovně vzdělání a zvrácení komunální reformy z roku 2009. Obsah strany je velmi podobný programu strany Naleraq.
1. Grónsko musí být nezávislou zemí s vlastní ústavou.
2. Obce musí být reorganizovány a musí být obnovena KANUKOKA.
3. Lidé musí být ekonomicky a politicky svobodní.
4. Udržitelné využívání zdrojů
5. Plný prospěch z obchodu v odvětví rybolovu
6. Grónština musí být používána v Grónském parlamentu a na všech úřadech
7. Musí být zahájena rovná péče o lidi a práce na grónské identitě
8. Lepší možnosti vzdělávání a vyšší úroveň vzdělání v zemi
9. Vliv Gróňanů je třeba respektovat
10. V Grónsku musí být dodržována lidská práva OSN.[8]